# Saint-Victor-Malescours

Saint-Victor-Malescours este o comună în departamentul Haute-Loire, Franța. În 2009 avea o populație de 758 de locuitori.